# Salvia cacaliifolia
Salvia cacaliifolia là một loài thực vật có hoa trong họ Hoa môi. Loài này được Benth. miêu tả khoa học đầu tiên năm 1848.

## Hình ảnh

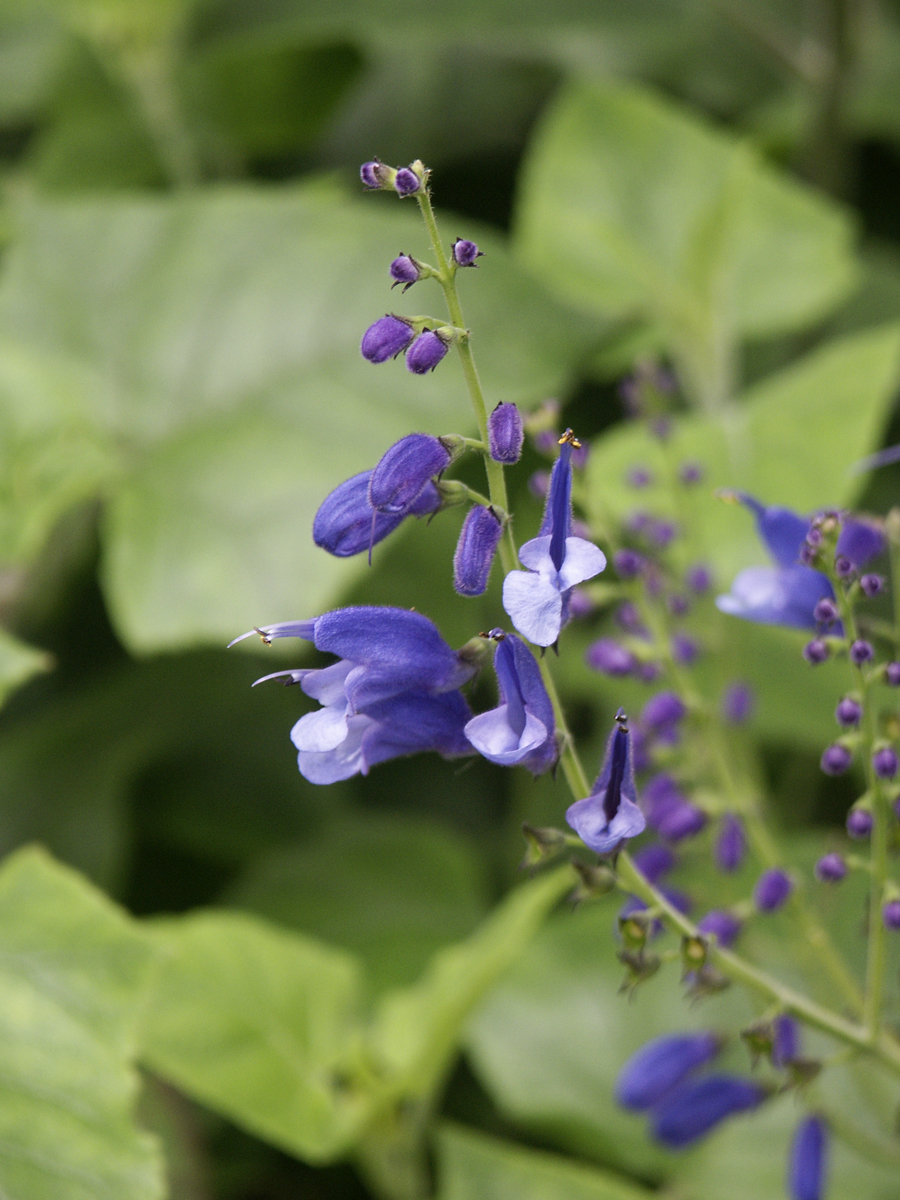
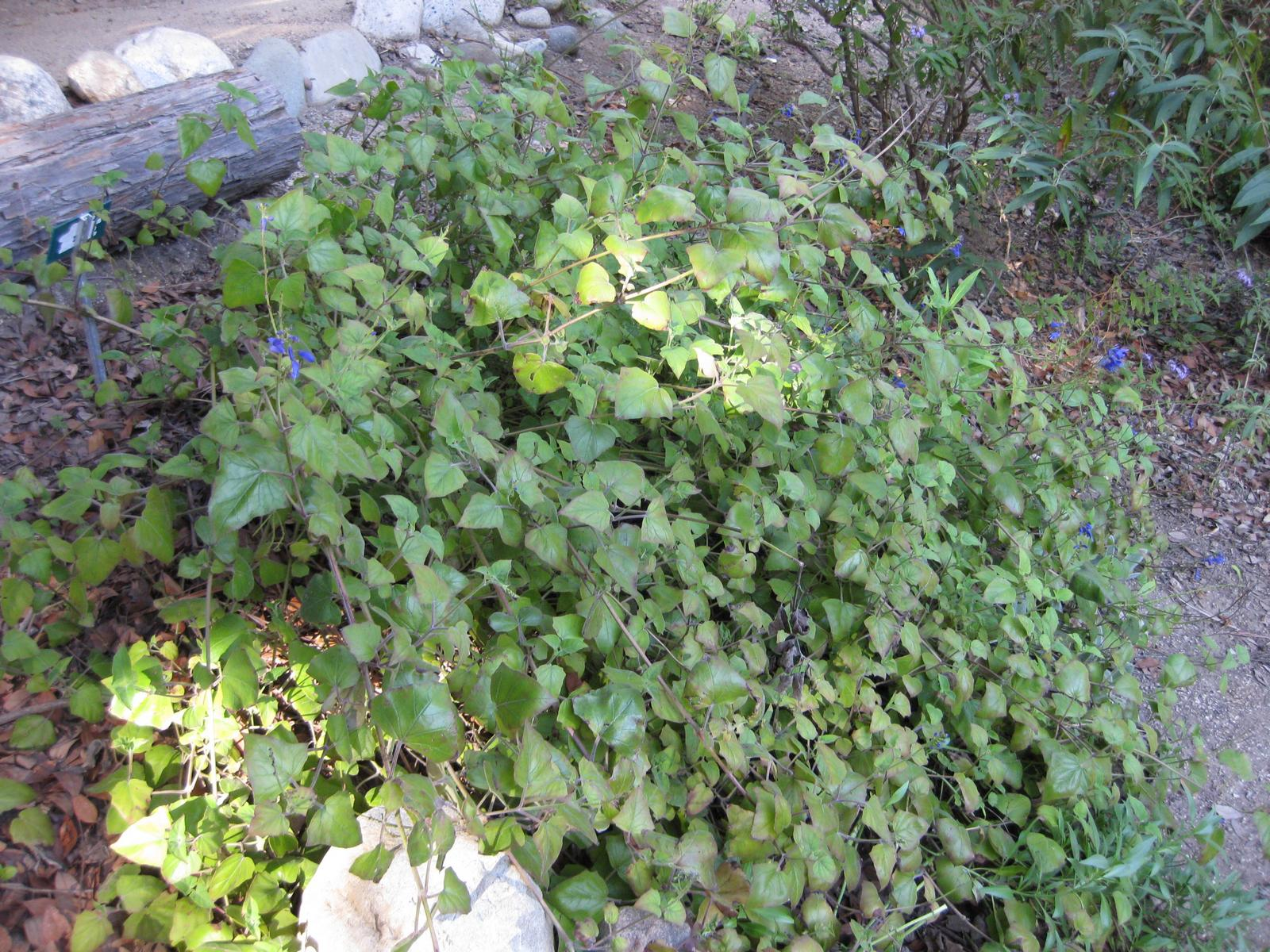
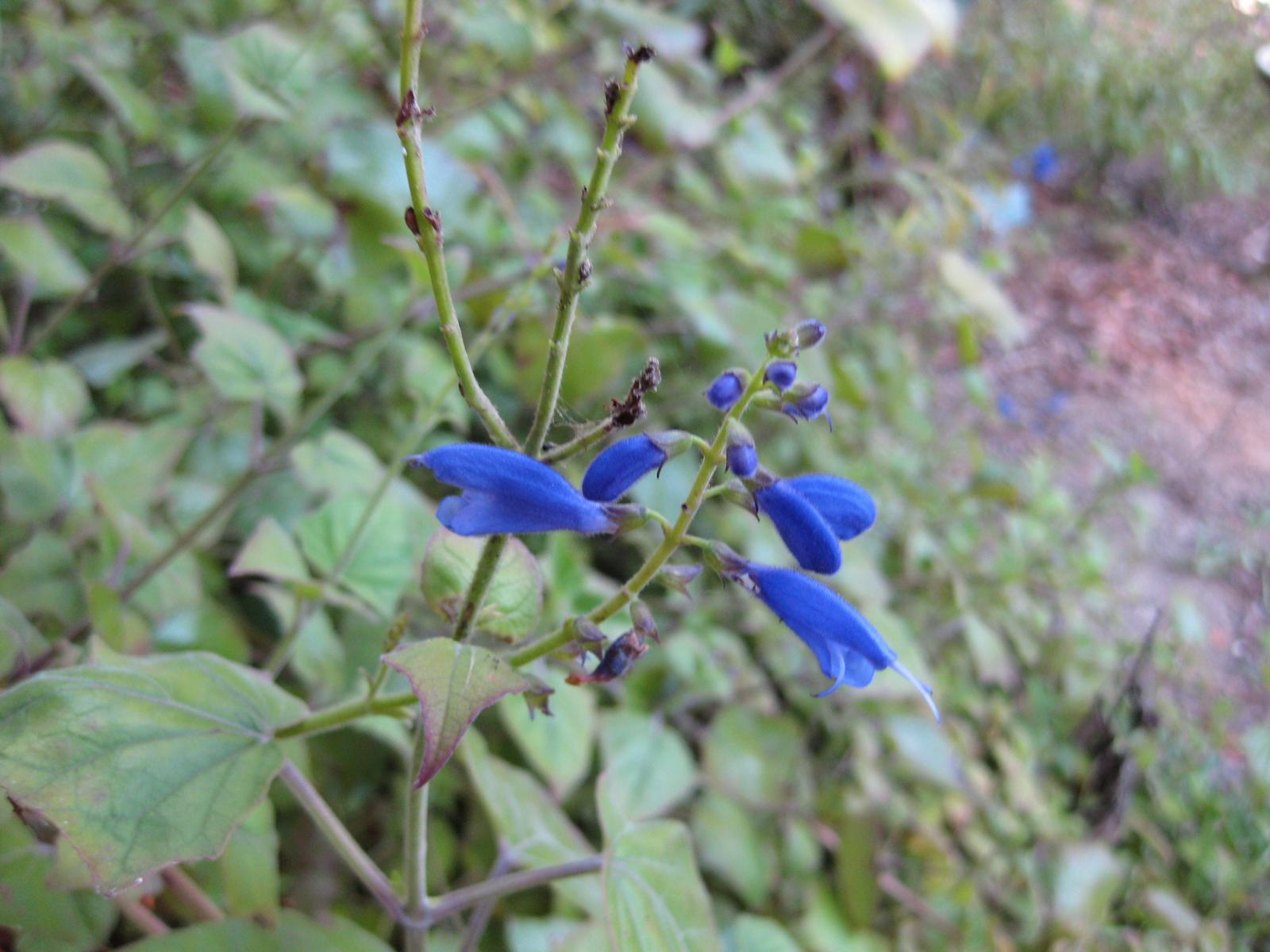
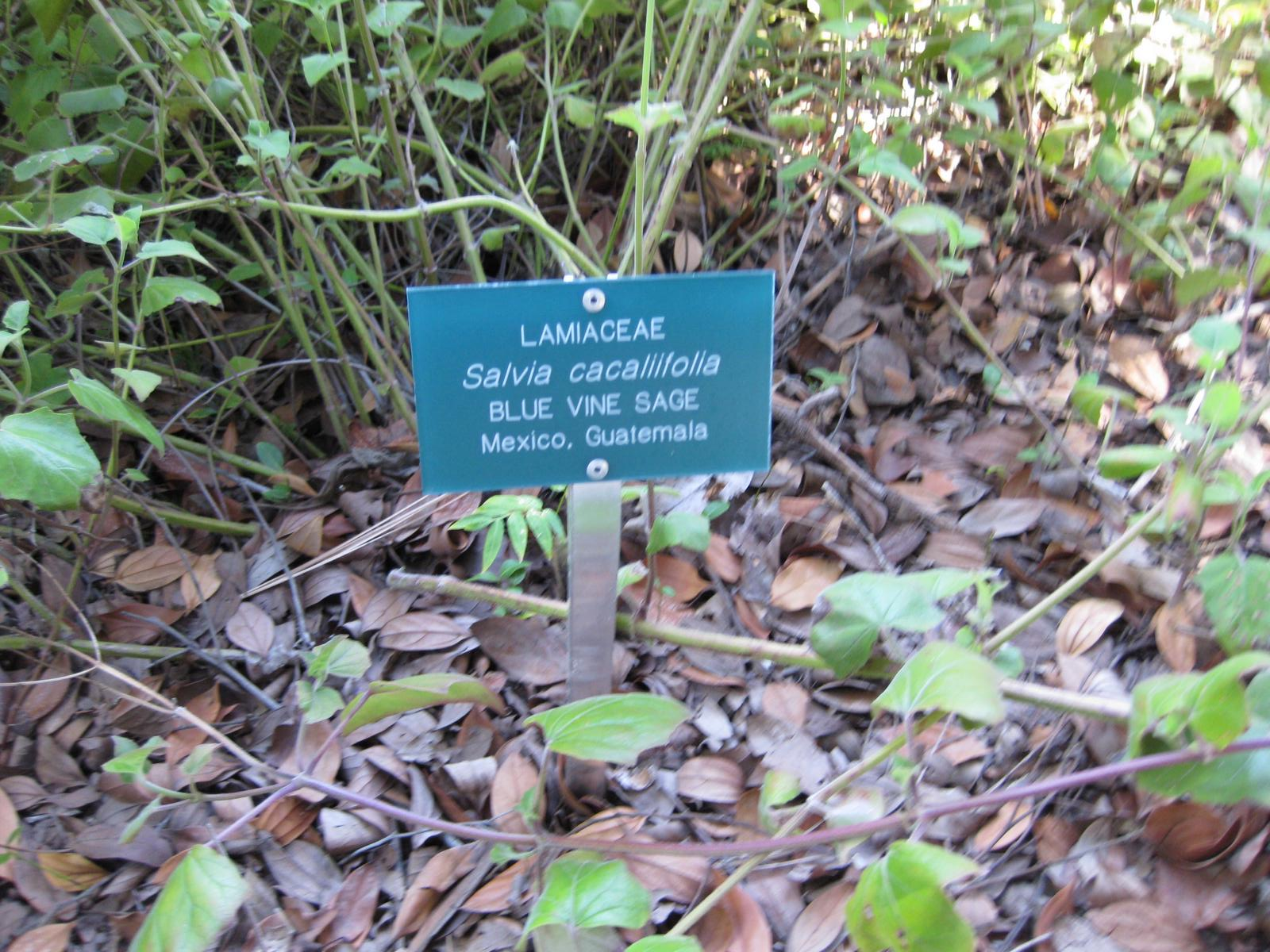